# Mesnil-à-Caux
Mesnil-à-Caux is een gehucht in de Franse gemeente Criel-sur-Mer in het departement Seine-Maritime in Normandië. Het gehucht ligt op een hoogte, minder dan een kilometer van de kliffenkust langs Het Kanaal.
De plaats ligt in het zuidwesten van de gemeente. Mesnil-à-Caux ligt meer dan twee kilometer ten westen van het dorpscentrum van Criel-sur-Mer, en slechts een halve kilometer ten noorden van het dorpscentrum van Tocqueville-sur-Eu.
Het achtervoegsel "Caux" verwijst naar de landstreek Pays de Caux.

## Geschiedenis
Op de 18de-eeuwse Cassinikaart is de plaats als le Mesnil à Caux aangeduid. 
Op het eind van het ancien régime op het eind van de 18de eeuw, toen de gemeenten werden gecreëerd, kwam de plaats grotendeels bij de gemeente Criel-sur-Mer. De Carte de l'état-major uit de 19de eeuw toont het gehucht Mesnil en Caux.
Criel-sur-Mer · Mesnil-à-Caux · Mesnil-Val · Mesnil-Val-Plage · Les Quesnets